# Bridgeport (Wisconsin)
Die Town of Bridgeport ist eine von elf Towns im Crawford County im US-amerikanischen Bundesstaat Wisconsin. Im Jahr 2010 hatte Bridgeport 990 Einwohner.
Town hat in Wisconsin eine grundlegend andere Bedeutung, als im übrigen englischsprachigen Bereich. Vielmehr entspricht sie den in den anderen US-Bundesstaaten üblichen Townships, die nach dem County die nächstkleinere Verwaltungseinheit bilden.

## Geografie
Die Town of Bridgeport liegt im Südwesten Wisconsins, an der Mündung des Wisconsin River in den Mississippi. Der Wisconsin River bildet die Südgrenze des Crawford County, während der Mississippi die Grenze zu Iowa bildet.
Die geografischen Koordinaten des Zentrums der Town of Bridgeport sind 43°00′55″ nördlicher Breite und 91°06′02″ westlicher Länge. Sie erstreckt sich über eine Fläche von 60,4 km², die sich auf 52,7 km² Land- und 7,7 km² Wasserfläche verteilen. 
Die Town of Bridgeport liegt im äußersten Südwesten des Crawford County und grenzt an folgende Nachbartowns und -townships:
|                                         | Town of Prairie du Chien City of Prairie du Chien | Town of Wauzeka                    |
| Mendon Township (Clayton County, Iowa)  | Kompassrose, die auf Nachbargemeinden zeigt       | Town of Millville (Grant County)   |
| Clayton Township (Clayton County, Iowa) | Town of Wyalusing (Grant County)                  | Town of Patch Grove (Grant County) |

## Verkehr
Durch die Town of Bridgeport verlaufen auf einem gemeinsamen Streckenabschnitt der U.S. Highway 18 und der Wisconsin State Highway 35, die hier gleichzeitig den Wisconsin-Abschnitt der Great River Road bilden. Entlang des Wisconsin River verläuft der Wisconsin State Highway 60. Alle weiteren Straßen sind untergeordnete Landstraßen,  teils unbefestigte Fahrwege sowie innerörtliche Verbindungsstraßen.
Entlang des Mississippi verläuft für den Frachtverkehr eine Eisenbahnstrecke der BNSF Railway, während entlang des Wisconsin River eine Strecke der Wisconsin and Southern Railroad verläuft, die vom Mississippi nach Madison und von dort weiter nach Milwaukee führt.
Mit dem Prairie du Chien Municipal Airport befindet sich am Nordrand der Town ein kleiner Flugplatz. Die nächsten Verkehrsflughäfen sind der Dubuque Regional Airport in Iowa (rund 100 km südlich), der La Crosse Regional Airport (rund 110 km nördlich) und der Dane County Regional Airport in Wisconsins Hauptstadt Madison (rund 170 km östlich).

## Bevölkerung
Nach der Volkszählung im Jahr 2010 lebten in der Town of Bridgeport 990 Menschen in 392 Haushalten. Die Bevölkerungsdichte betrug 18,8 Einwohner pro Quadratkilometer. In den 392 Haushalten lebten statistisch je 2,53 Personen. 
Ethnisch betrachtet setzte sich die Bevölkerung zusammen aus 98,7 Prozent Weißen, 0,8 Prozent Asiaten, 0,1 Prozent (eine Person) Polynesiern sowie 0,1 Prozent aus anderen ethnischen Gruppen; 0,3 Prozent stammten von zwei oder mehr Ethnien ab. Unabhängig von der ethnischen Zugehörigkeit waren 0,4 Prozent der Bevölkerung spanischer oder lateinamerikanischer Abstammung. 
24,5 Prozent der Bevölkerung waren unter 18 Jahre alt, 58,8 Prozent waren zwischen 18 und 64 und 16,7 Prozent waren 65 Jahre oder älter. 48,3 Prozent der Bevölkerung war weiblich.
Das mittlere jährliche Einkommen eines Haushalts lag bei 60.179 USD. Das Pro-Kopf-Einkommen betrug 30.130 USD. 5,0 Prozent der Einwohner lebten unterhalb der Armutsgrenze.

## Ortschaften in der Town of Bridgeport
Neben Streubesiedlung existieren keine weiteren Siedlungen auf dem Gebiet der Town of Bridgeport.